# John Pasta
John R. Pasta (22 de octubre de 1918 - 5 de junio de 1981) fue un  físico y científico computacional estadounidense. Intervino en el experimento de Fermi-Pasta-Ulam-Tsingou, cuyo resultado fue muy discutido entre los físicos y los investigadores en los campos de los sistemas dinámicos y de la teoría del caos. Lideró el departamento de Ciencias de la Computación en la Universidad de Illinois en Urbana-Champaign de 1964 a 1970.

## Semblanza
Pasta nació en la ciudad de Nueva York en 1918. Era el mayor de cuatro hermanos y creció en Queens. Asistió a las escuelas públicas de Nueva York y se interesó por la física a una edad temprana, cuando un tío le regaló algunos de sus viejos libros universitarios. Después de graduarse en la Townsend Harris High School, ingresó al City College de Nueva York en 1935, donde completó tres cursos. Sin embargo,  debido a la gran depresión que siguió al crack bursátil de 1929, se vio obligado a abandonar los estudios y a aceptar un trabajo como examinador de títulos de propiedad inmobiliaria. En agosto de 1941, se convirtió en patrullero del Departamento de Policía de la ciudad de Nueva York. En 1942, durante la Segunda Guerra Mundial, fue reclutado por el Ejército de los EE. UU., donde se convirtió en oficial del Cuerpo de Señales, recibiendo cursos sobre electrónica y radar en Harvard y en el MIT. Se casó con Betty Ann Bentzen en la Little Church Around the Corner de la ciudad de Nueva York en mayo de 1943.
Durante la Segunda Guerra Mundial, Pasta sirvió en Europa, principalmente como oficial de seguridad criptográfica y oficial de radar, por lo que fue galardonado con la Estrella de Bronce y el Fourragère belga. Después de ser licenciado en 1946, aprovechó el G.I. Bill para terminar su trabajo de pregrado en el City College ese mismo año, e ingresar en la escuela de posgrado en la Universidad de Nueva York para estudiar matemáticas y física. Como estudiante de posgrado, se convirtió en investigador en el Departamento de Física del Laboratorio Nacional de Brookhaven y completó su tesis sobre "Procedimientos limitantes en electrodinámica cuántica" en 1951, bajo la dirección de Hartland Snyder. Se convirtió en miembro del personal del Laboratorio de Los Álamos en agosto de 1951.
Sería en el Laboratorio Nacional de Los Álamos donde Pasta desarrolló sus proyectos más conocidos. En 1952, trabajando a las órdenes de Nicholas Metropolis en el MANIAC I, intervino en la construcción de un ordenador pionero especializado en cálculos específicos para el diseño de armas.
Tras su colaboración en el diseño del MANIAC I, continuó trabajando junto a Enrico Fermi, Stanisław Ulam y Mary Tsingou en el proyecto por el que es más conocido, el problema de Fermi-Pasta-Ulam-Tsingou. Más adelante, pasó a prestar sus servicios en la Comisión de Energía Atómica como el único experto en informática, y finalmente desarrolló la rama de las matemáticas y las computadoras en una división completa.
En 1964 se convirtió en catedrático de física en el Departamento de Informática de la Universidad de Illinois, pasando a liderar el departamento. Murió en 1981 en Washington D. C.